# 大崎悌造
大崎 悌造（おおさき ていぞう、1959年11月1日 - 2024年2月27日）は、日本の作家・漫画原作者。
「大崎」は「大﨑」と表記する場合もある。また、達山一歩（たちやま かずほ）、甲斐真（かい しん）などの筆名も持つ。

## 来歴
香川県木田郡三木町出身。早稲田大学教育学部卒業。
2024年2月27日、病気のため逝去。

## 著作

### 著書
- この7大完全犯罪の謎が解けるか!?（1993年1月、学習研究社）
- クイズ名探偵入門（1993年10月、講談社） ※甲斐真名義
- ウルトラ警備隊 キリヤマ隊長に学ぶリーダーシップ（1997年12月、BNN）
- 推理クイズ 金田一少年の事件簿 ライバルたちからの挑戦状（1998年8月、講談社）
- 推理クイズ 金田一少年の事件簿2（1999年8月、講談社）
- KOブラザーズのゲーム1000本ノック!!（2003年12月、スタジオDNA） ※笠井修との共著
- 萌えわかり! 妖怪変化ビジュアルガイド（2007年8月、モエールパブリッシング） ※瀬口たかひろ・今井修司との共著
- 昭和子どもブーム（2010年8月、学研パブリッシング）
- 児童向け読み物「ようかいとりものちょう」シリーズ （岩崎書店、画：ありがひとし）
  - ようかいとりものちょう（1）　さらわれたのっぺらぼう（2013年10月）
  - ようかいとりものちょう（2）　大どろぼう! ハリネズミ小僧（2014年5月）
  - ようかいとりものちょう（3）　ヌエ対バク! 妖獣大決戦（2014年11月）
  - ようかいとりものちょう（4）　ゼニガメ平次と呪いの妖刀（2015年11月）
  - ようかいとりものちょう（5）　怪奇! 謎の妖怪忍者（2016年7月）
  - ようかいとりものちょう（6）　激闘! 雪地獄妖怪富士（2017年1月）
  - ようかいとりものちょう（7）　雷撃! 青龍洞妖海大戦（2017年7月）
  - ようかいとりものちょう（8）　暗雲! 妖怪お江戸絶体絶命（2018年6月）
  - ようかいとりものちょう（9）　九尾の狐が闇に舞う（2019年2月）
  - ようかいとりものちょう（10）　八咫の鴉が死を招く（2019年9月）
  - ようかいとりものちょう（11）　十六夜双鬼が血に笑う（2020年2月）
  - ようかいとりものちょう（12）　七尾の炎狐が邪を祓う（2020年9月）
  - ようかいとりものちょう（13）　黒縄地獄に吼える鬼（2021年2月）
  - ようかいとりものちょう（14）　叫喚地獄の牛頭と馬頭（2021年10月）
  - ようかいとりものちょう（15）　焦熱地獄で婆山燃ゆ（2022年4月）
  - ようかいとりものちょう（16）　無間地獄は阿鼻の闇（2022年10月）
  - ようかいとりものちょう（17）　怒れる狢と魔縁の天狗（2023年4月）
  - ようかいとりものちょう（18）　水妖虎豹と怨嗟の雷神（2023年12月）
  - ようかいとりものちょう（19）　傀儡と飛天と鋼の大蝦蟇（2024年8月）

### ぐるーぷ・アンモナイツ名義の著書
※今井修司との共著で、ストーリー（構成・文）を担当
- 「ほねほねザウルス」シリーズ（岩崎書店）
  - ティラノ・ベビーのぼうけん（2008年5月）
  - なぞのオオウミガメをさがせ!（2009年4月）
  - ぐるぐるジャングルで大ピンチ!（2010年3月）
  - たんけん!アバラさばくのピラミッド（2010年8月）
  - ティラノ・ベビー、おおぞらをとぶ!（2011年2月）
  - ティラノ・ベビー、かいぞくになる!?（2011年8月）
  - すすめ！ちていのあべこべランド（2012年2月）
  - ティラノ・ベビーのオニたいじ!?（2012年8月）
  - まぼろし山のほねほねキング（2012年12月）
  - ティラノ・ベビーと4人のまほうつかい（2013年7月）
  - だいぼうけん！ボコボコン・ホール（2013年12月）
  - アシュラとりでのほねほねサムライ（2014年7月）
  - ティラノ・ベビーとミラクルツリー（2014年12月）
  - 大けっせん！ガルーダVSヒドラ 前編（2015年7月）
  - 大けっせん！ガルーダVSヒドラ 後編（2015年11月）
  - ティラノ・ベビーとなぞの巨大いんせき（2016年7月）
  - はっけん！かいていおうこくホネランティス（2016年12月）
  - たいけつ！きょうふのサーベルタイガー（2017年9月）
  - ひかりのきょじんとやみのドラゴン（2018年8月）
  - いどめ！さいごのほねほね七ふしぎ（2019年2月）
  - ふっかつ！でんせつのファイヤーティラノ 前編（2019年7月）
  - ふっかつ！でんせつのファイヤーティラノ 後編（2020年1月）
  - まもれ！マンモスたちのだいち（2020年8月）
  - マヨイの森のステゴサウルス（2021年3月）
  - ティラノ・ベビー、うちゅうにいく!?（2021年12月）
  - さがせ！まのうみの大かいりゅう（2022年7月）
  - かみの山のソード＆ドラゴン（2023年3月）
  - いくぞ！　なぞの王国ムシムシランド　前編（2023年11月）

### 漫画原作
- 挑介がイク!!（作画：TOMI、徳間書店）
- レーサーミニ四駆世界グランプリ（作画：池田淳一、講談社）
- 藤原四代 奥州平泉の興亡（作画：和田順一、日本文芸社）
- 日野富子 応仁の乱を起こした女の生涯（作画：田中正仁、日本文芸社）
- 武田信玄 甲斐の猛将（作画：狩那匠、日本文芸社）
- 豊臣秀吉 戦国の魔術師（作画：木村周司、日本文芸社）
- 劇画 死線を越えて-賀川豊彦がめざした愛と協同の社会-（作画：藤生ゴオ、家の光協会）
- 生命のダイアリー（作画：小山田いく、秋田書店） ※達山一歩名義

### 原案
- 児童向け読み物「ようかいとりものちょう」シリーズ （岩崎書店、作・画：ありがひとし）
  - ようかいとりものちょう（20）　最後の眷士と暗黒妖狐（2025年7月）